# Dicranota maculata
Dicranota maculata är en tvåvingeart som först beskrevs av Doane 1900.  Dicranota maculata ingår i släktet Dicranota och familjen hårögonharkrankar. Inga underarter finns listade i Catalogue of Life.